# Jeremiah Johnston
John „Mâncătorul de ficați” Johnson, născut John Jeremiah Garrison Johnston (n. 1824, New Jersey, SUA – d. 21 ianuarie 1900, Los Angeles, California, SUA), a fost un muntean⁠(d) din Vestul Sălbatic.

## Biografie

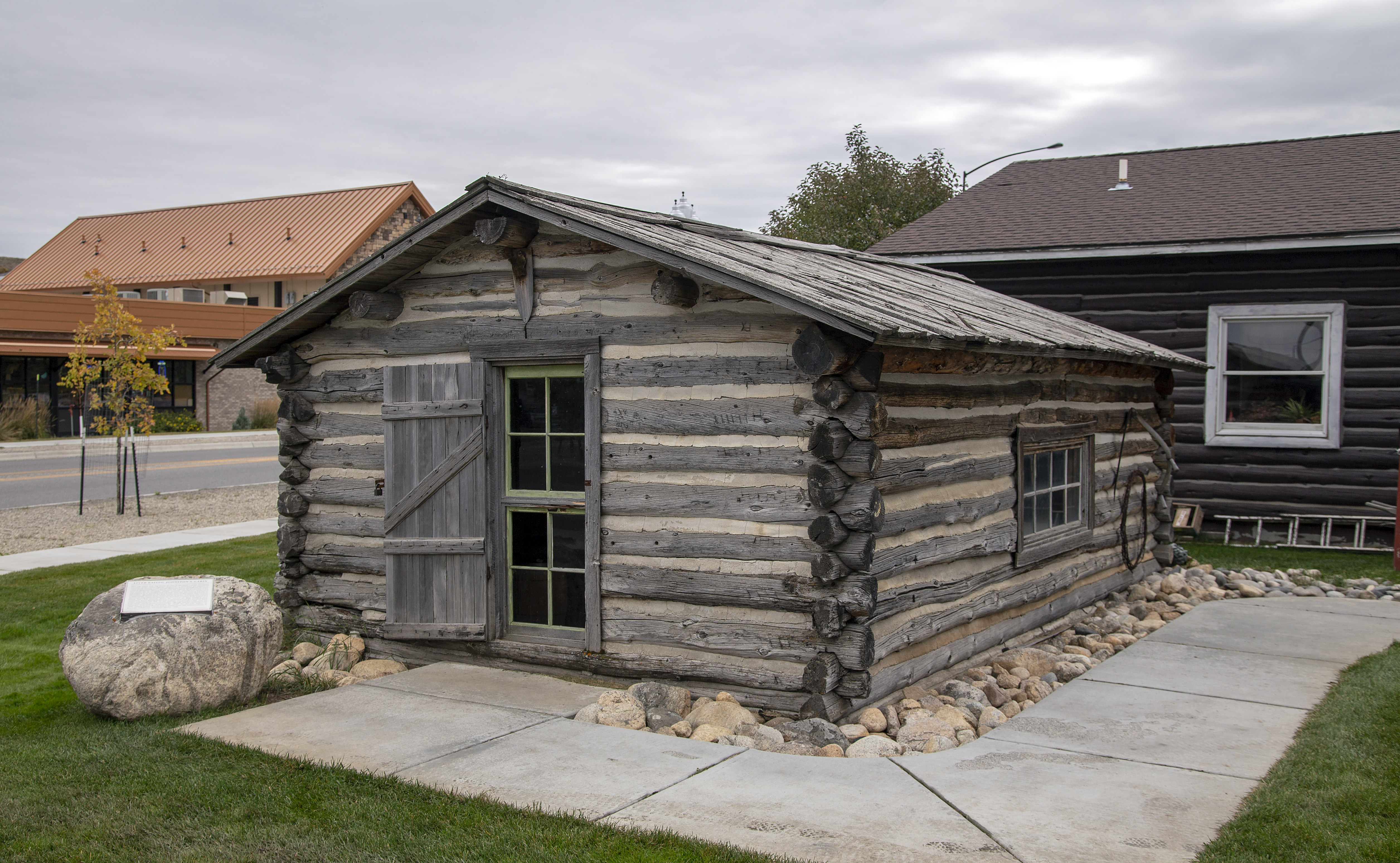
Cabina din Montana în care a locuit Johnson pe parcursul anilor 1880. Acesta a fost mutată în Red Lodge, Montana și transformată în obiectiv turistic.

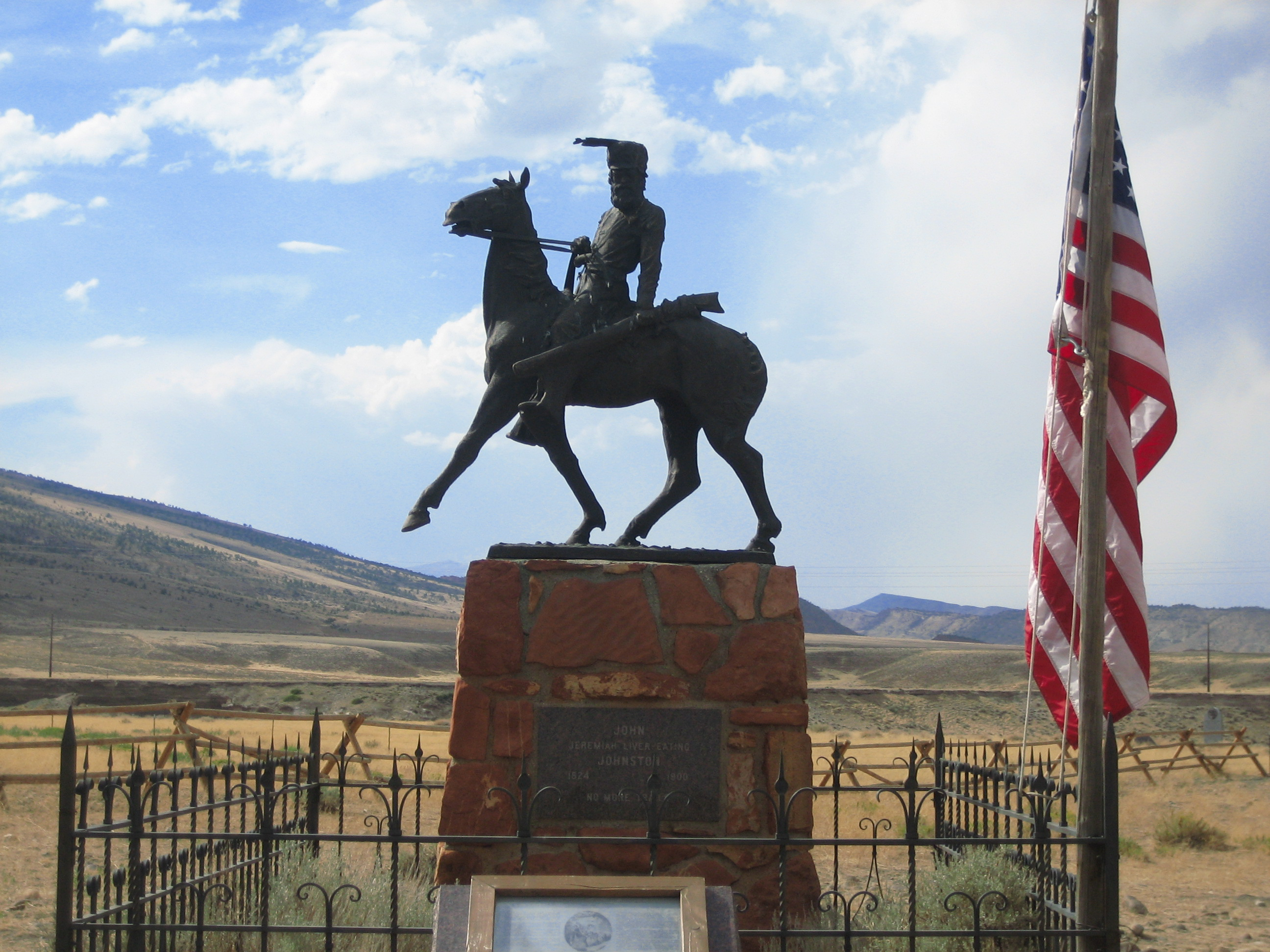
Statuie de bronz cu Johnson ridicată peste mormântul său din Cody, Wyoming.

Conform surselor, numele său de familie era Garrison și s-a născut în zona Hickory Tavern din apropiere de Pattenburg, New Jersey⁠(d). În timpul Războiului mexicano-american, a activat la bordul unei nave de luptă. A dezertat după un conflict cu un ofițer, și-a schimbat numele în John Johnston și a călătorit spre vest în căutare de aur în Alder Gulch⁠(d), Teritoriul Montana⁠(d). De asemenea, a furnizat lemne de foc⁠(d) pentru navele cu aburi.
Există numeroase zvonuri și legende despre Johnson. Una dintre cele mai cunoscute este că soția sa, membră a tribului Flathead⁠(d), a fost ucisă de vânători din tribul Crow în 1847, iar acesta a decis să se răzbune. Conform istoricului Andrew Mehane Southerland, „se bănuiește că a ucis și scalpat⁠(d) peste 300 de indieni Crow și le-a devorat ficatul” pentru a răzbuna moartea soției sale. Pe măsură ce reputația și colecția sa de scalpuri creștea, Johnson a devenit o persoană de temut.
Potrivit anumitor mărturii, acesta îndepărta și mânca ficatul fiecărui indian Crow ucis. Datorită acestui obicei, a ajuns să fie cunoscut sub numele de „Mâncătorul de ficați Johnson”. Conform unei povești atribuite lui Johnson, deși alte surse o atribuie lui Boone Helm⁠(d), acesta a căzut într-o ambuscadă pusă la cale de războinicii tribului Blackfoot⁠(d), în timpul unei călătorii de peste 800km pe durata iernii pentru a vinde whisky indienilor Flathead. Războinicii Blackfoot plănuiau să-l vândă indienilor Crow, dușmanii săi de moarte; a fost dezbrăcat până la brâu, legat cu frânghii de piele și închis într-un tipi⁠(d). Johnson a reușit să scape, a doborât gardianul care-l păzea, i-a luat cuțitul și l-a scalpat. A fugit în pădure și s-a îndreptat spre cabana lui Del Gue, partenerul său de vânătoare, o călătorie de aproximativ 320km.
În cele din urmă, Johnson a făcut pace cu tribul Crow, aceștia devenind „frații săi”, iar vendetta sa personală s-a încheiat după 25 de ani și zeci de războinici Crow uciși. Cu toate acestea, viața în teritoriile vestice a rămas la fel de dificilă, în special în timpul războaielor amerindiene de la mijlocul secolului al XIX-lea. Acesta era cunoscut sub numele „Dapiek Absaroka”, adică „ucigașul de indieni Crow”.
Johnson s-a alăturat Companiei H, Regimentul 2 Cavalerie din Colorado⁠(d) al Armata Uniunii⁠(d) din St. Louis în 1864  și a fost lăsat la vatră în anul următor. În anii 1880, a fost numit șerif adjunct în Coulson, Montana⁠(d) și mareșal în Red Lodge, Montana⁠(d). Pe parcursul vieții sale, a fost marinar, cercetaș, soldat, căutător de aur, vânător, vânzător ambulant de whisky, ghid, polițist, conetabil și constructor de cabane. Ultima sa reședință a fost o casă de veterani din Santa Monica, California, unde a murit la 21 ianuarie 1900. A fost înmormântat într-un cimitir al veteranilor din Los Angeles. Totuși, în 1974, după o campanie de șase luni promovată de 25 de elevi și de profesorul lor, rămășițele lui Johnson au fost mutate în Cody, Wyoming.
Jeremiah Johnson - un lungmetraj despre viața munteanului - a fost regizat de Sydney Pollack în 1972 cu Robert Redford în rolul principal.